# Холланд Хилс Классик
Холланд Хилс Классик (англ. Holland Hills Classic) — шоссейная однодневная велогонка, проходившая по территории Нидерландов с 2004 по 2016 год.

## История
После 2003 года из-за организационных проблем было прекращено проведение женской Амстел Голд Рейс, маршрут которой проходил в провинции Лимбург. В следующем 2004 году была создана данная гонка. 
Две первые гонки прошли в рамках национального календаря. С 2006 года она вошла в Женский мировой шоссейный календарь UCI в рамках которого проводилась на протяжении всех последующих лет за исключением 2011 года, когда была проведена в рамках национального календаря. В том же 2011 году время проведения гонки было перенесено с августа на весну после прекращения проведения однодневной гонки Долманс Хёвелланд Классик. 
В сентябре 2016 года, вскоре после того, как организаторы Амстел Голд Рейс объявили о перезапуске своей гонки в 2017 году по тем же дорогам и в то же время что и Холланд Хилс Классик, главный спонсор Boels Rental и директор гонки Тийс Рондхуис заявили о прекращении проведения своей гонки с 2017 года.
Организатором гонки была Stichting Holland Ladies Tour, которая также организовала Холланд Ледис Тур. По спонсорским причинам в официальном названии гонки присутствовало название соответствующего главного спонсора гонки, которое менялось несколько раз. Соответственно менялось и полное официальное название гонки. В период с 2004 по 2007 год она называлась Gulpen Hills Classic, в 2010 году Valkenburg Hills Classic, в 2011 году Parkhotel Rooding Classic, в 2012 году Parkhotel Valkenburg Hills Classic и с 2013 по 2016 год Boels Rental Hills Classic.
Рекордсменкой с тремя победами стала нидерландка Марианна Вос.

### Маршрут
Маршрут гонки проходил в провинции Лимбург. В первые четыре года гонка проводилась в августе со стартом и финишем в Гульпене. С 2008 по 2013 год старт и финиш располагались в Валкенбюрг-ан-де-Гёл. В 2011 году время проведения гонки было перенесено на весну. С 2014 года старт находился в Ситтарде, а финиш — на вершине холма Геулхеммерберг в Берг-эн-Терблиджт. Протяжённость дистанции была преимущественно от 120 до 130 км.

## Призёры

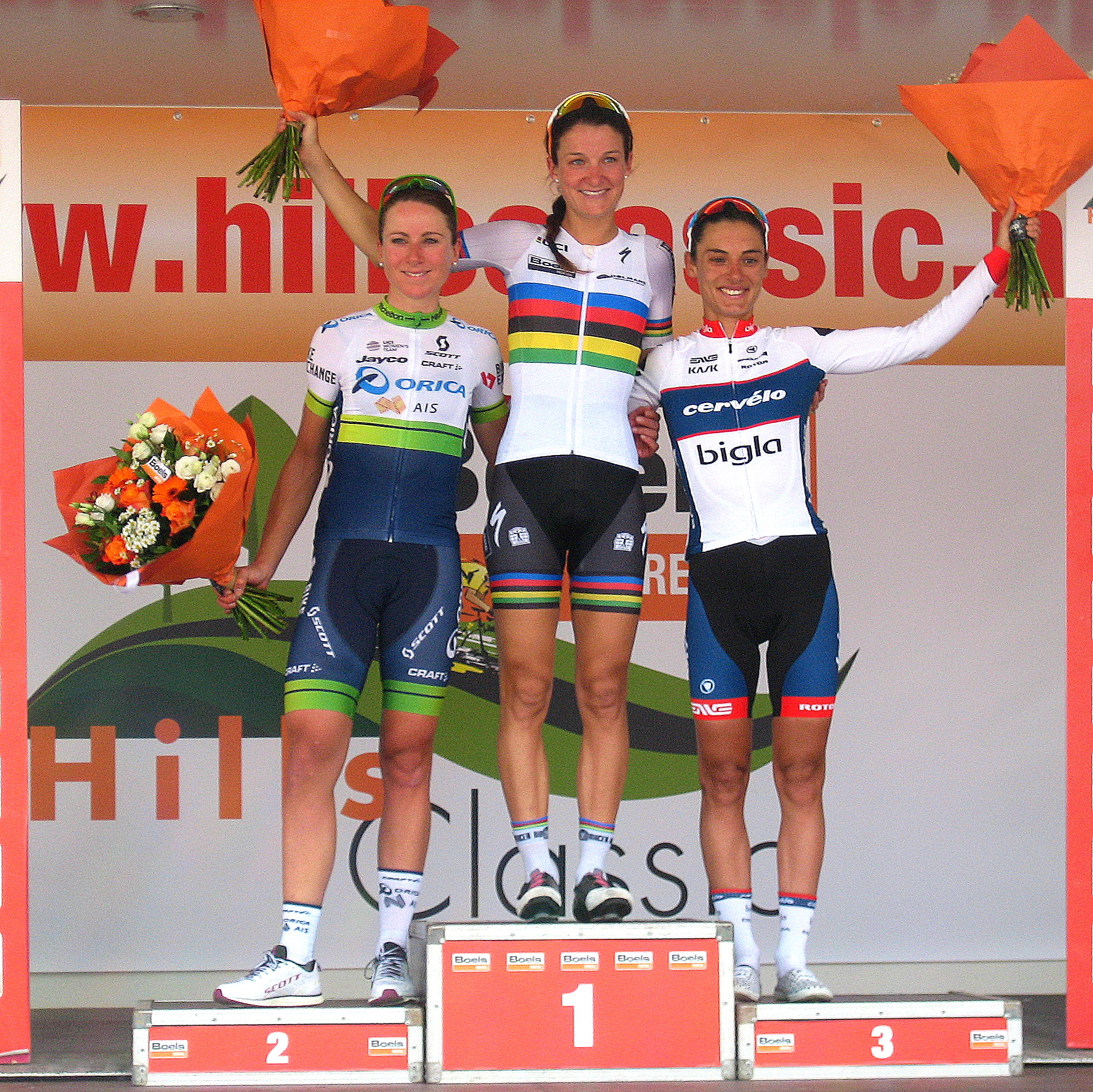
Подиум 2016 года

| Год  | Победитель         | Второй             | Третий             |
| ---- | ------------------ | ------------------ | ------------------ |
| 2004 | Мирьям Мельхерс    | Леонтин Ван Морсел | Аренда Гримберг    |
| 2005 | Анита Вален        | Трикси Воррак      | Аренда Гримберг    |
| 2006 | Тереза Сенфф       | Марианна Вос       | Сюзанна де Гуде    |
| 2007 | Марианна Вос       | Сюзанн Юнгског     | Андреа Граус       |
| 2008 | Ларисса Клейнман   | Элизабет Браам     | Вера Коедодер      |
| 2009 | Марианна Вос       | Петра Дейкман      | Эмма Юханссон      |
| 2010 | Грейс Вербеке      | Хантал Блак        | Ирис Слаппендел    |
| 2011 | Марианна Вос       | Марике ван Ванрой  | Джесси Дамс        |
| 2012 | Аннемик ван Влётен | Марианна Вос       | Шэрон Лоус         |
| 2013 | Эшли Молман        | Аннемик ван Влётен | Элизабет Армитстед |
| 2014 | Эмма Юханссон      | Эллен Ван Дейк     | Эми Питерс         |
| 2015 | Элизабет Армитстед | Эмма Юханссон      | Катажина Невядома  |
| 2016 | Элизабет Армитстед | Аннемик ван Влётен | Эшли Молман        |